# Pantalla de múltiples colores primarios
La pantalla de colores multiprimarios ( MPC ) es una pantalla que puede reproducir una gama de colores más amplia que las pantallas convencionales. Además de los subpíxeles de color RGB (rojo, verde y azul) estándar, la tecnología utiliza colores adicionales, como amarillo, magenta y cian, y de este modo aumenta la gama de colores visualizables que el ojo humano puede ver.  
Quattron de Sharp es el nombre comercial de una tecnología de pantalla LCD a color que utiliza un cuarto subpíxel de color amarillo.   Se utiliza en la línea de productos de TV LCD Aquos de Sharp, particularmente en modelos con pantallas de 40 pulgadas y más grandes. 